# 陆丰核电站
陆丰核电站位于广东省汕尾市陆丰市碣石镇田尾山，每一机组投资金额为200亿美元，规划建设6台容量为百万千瓦级核电机组。

## 历史
陆丰核电站于2004年完成选址作业，隔年列入國家核電發展規劃和廣東省“十一五”電源發展規劃。2008年中廣核陆丰核电有限公司揭牌。但是受到2011年3月日本福岛第一核电事故影响，相关工作被迫暂停。
2013年5月，广东陆丰核电一期工程建设项目开始在环保部官方网站接受环评公示，一期工程两台机组计划分别于2018年6月和2019年4月投入商业运行，但后续一直没有动工信息。2017年国核自仪召开陆丰核电站1号机组PLS/DDS组态测试启动会。
2022年9月8日陆丰核电站5号机组正式开工，该机组采用华龙一号反應爐。与5号机组同时通过核准的6号核电机组也在2023年8月26日动工。

## 反應堆數據
| 機組名稱 | 反應堆類型 | 單堆功率 | 始建       | 初次臨界 | 商轉 | 註記  |
| -------- | ---------- | -------- | ---------- | -------- | ---- | ----- |
| 一期     |            |          |            |          |      |       |
| 陆丰5號  | 華龍一號   | 1200MW   | 2022-09-08 |          |      | [ 5 ] |
| 陆丰6號  | 華龍一號   | 1200MW   | 2023-08-26 |          |      | [ 6 ] |